# Amt (Sachsen)
Die Ämter oder Vogteien, die unter Einbeziehung bzw. Umbildung älterer Formen der Landesorganisation wie der Supanien oder Burgwarde seit dem 13. Jahrhundert in der Mark Meißen das Land mit einem immer engeren Netz überzogen, bildeten den räumlichen Bezugspunkt für die Erhebung landesherrlicher Abgaben, für die Einforderung von Frondiensten, für Rechtsprechung, Polizei und Heeresfolge. Die Amtsburgen waren zudem Stützpunkte des umherziehenden landesherrlichen Hofes.

## Geschichte
Im Laufe des 14. Jahrhunderts wurde die Ämterorganisation das in der Lokalverwaltung vorherrschende Prinzip. Dieses zeigt sich daran, dass Gebietsneuerwerbungen gleich in ein Amt eingegliedert oder aus ihnen neue Ämter gebildet wurden. Die Grenzen der Ämter standen in dieser Zeit noch nicht endgültig fest, z. B. gingen kleinere Bezirke gelegentlich in größeren Ämtern auf.
Die Begriffe Vogt und Amtmann bestanden lange nebeneinander und wurden als Synonyme gebraucht, im 16. Jahrhundert hatte sich die Bezeichnung Amtmann schließlich durchgesetzt. Seine Aufgaben bestanden in der Ausübung der Grundherrschaft und der Gerichtsbarkeit über die Amtsuntertanen, Einberufung und Ausübung des militärischen Aufgebots, Gewährleistung der öffentlichen Sicherheit und Verwaltung der Einkünfte des Amtes. Er war in seinem Amtsgebiet der Stellvertreter des Landesherrn. Nur Adelige konnten eine solche Position innehaben.
Daneben gab es seit etwa 1500 den bürgerlichen Schösser, der für die gesamte Finanzverwaltung des Amtes zuständig war und bei Abwesenheit den Amtmann vertrat. Mit zunehmender Schriftlichkeit von Verwaltung und Justiz im 16. Jahrhundert wurde er zur Hauptperson der Amtsverwaltung, deren Leitung er schließlich übernahm. Am Ende des 17. Jahrhunderts ging die Bezeichnung Amtmann auf ihn über. Dieser benötigte für das Finanzwesen nun ebenfalls einen Gehilfen, der zunächst Amtsschreiber genannt wurde. Seit Ende des 18. Jahrhunderts hieß er dann Amtsrentverwalter oder Amtsverwalter.
Dem adeligen Amtmann hingegen wurden ab Mitte des 16. Jahrhunderts mehrere Ämter unterstellt, seine Zuständigkeit beschränkte sich auf Aufsichtsfunktionen. Er hatte nun den Titel Amtshauptmann inne, der sich aber zu einer Würde ohne praktische Aufgaben entwickelte.
1547 wurde das kursächsische Territorium in Kreise eingeteilt, nämlich in den Kurkreis, den Leipziger oder Osterländischen Kreis, den Meißnischen Kreis und den Thüringischen Kreis. Zwischen 1570 und 1691 kamen noch der Vogtländische, der Neustädter und der vom Meißnischen abgezweigte Erzgebirgische Kreis hinzu. Ziel dieser Kreiseinteilung war, die im 16. Jahrhundert besonders von den ernestinischen Wettinern hinzugewonnenen Gebiete zu integrieren.
Zu jedem Kreis gehörte eine Anzahl von Ämtern, Städten und ritterlichen Vasallen. Zur oberen Aufsichtsperson wurde der Kreishauptmann bestellt. Allerdings verblasste auch diese Funktion zu einem Ehrentitel, da sich mit Entstehung einer differenzierten Behördenorganisation und Zunahme der Schriftlichkeit im 16. Jahrhundert das Schwergewicht der Lokalverwaltung weiter auf die Ämter verlagerte.
Die Schriftsassen blieben davon allerdings zunächst unberührt, denn sie waren im Gegensatz zu den Amtssassen keinem Amt, sondern der Landesherrschaft unmittelbar unterstellt. Das bedeutete, dass sie die kurfürstlichen Befehle nicht durch Vermittlung des Amtmanns erhielten, sondern unmittelbar von der Zentralregierung. Die Steuern der unter schriftsässigen Rittergütern stehenden Dorfbewohner wurden ohne Vermittlung des Amtes direkt der Kreissteuereinnahme zugeführt. Bei Heereszügen waren sie nicht dem Amtsaufgebot eingegliedert. Die Zentralregierung verkehrte mit den Schriftsassen ebenso direkt wie mit den Ämtern.
Verliehen wurde die Schriftsässigkeit durch den Landesherrn. Sie zu erringen war der Wunsch vieler Amtssassen, auch als die Schriftsässigkeit im Laufe des 16. Jahrhunderts an Bedeutung verlor. Diejenigen Rittergüter, die ihre Schriftsässigkeit erst nach 1660 erhalten hatten, wurden als neuschriftsässig bezeichnet.
Die unmittelbaren Amtsdörfer hingegen standen in enger Verbindung zum Amt, das für sie als alleinige Obrigkeit zuständig war. Alle bäuerlichen Besitzstücke gingen beim Amt zu Lehen, wofür an das Amt Zinsen und Dienste zu leisten waren. Die Ober- und Erbgerichte standen dem Amt zu, das auch die Einnahme der Steuern besorgte und die Mannschaft zur Heeresfolge aufbot.
Das Amtsaufgebot beim Heeresdienst war so zu leisten, dass eine Anzahl von Dörfern zusammen einen Heeresfahrwagen mit der nötigen Bespannung und zwei Wagenknechten zu stellen hatte, der in einem der Dörfer untergebracht war. Außerdem musste eine der Größe eines jeden Dorfes entsprechende Anzahl bewaffneter Fußknechte mitgegeben werden.
Ein weiterer Teil des Heeresdienstes bildete das Defensionswesen. Die Defensioner waren eine 1603 geschaffene Landmiliz, die nur bei drohender Kriegsgefahr aufgeboten wurde. 1708 erfolgte die Auflösung dieser Organisation, da sich die unausgebildeten Leute als wenig hilfreich erwiesen hatten.
Die Gutsherren hatten Ritterdienst zu leisten, das heißt, sie mussten je nach Größe des Gutes ein oder mehrere Pferde samt Ausrüstung stellen. Später wurde dieses durch die Zahlung des sogenannten Ritterpferdgeldes abgelöst.
Die Stellung der Schriftsassen musste mit dem Streben des neuzeitlichen Staates nach Vereinheitlichung und Beseitigung von Sonderinteressen in Widerstreit kommen. Dieser Konflikt löste sich allmählich durch die verstärkte staatliche Verwaltungsintensität.
Die Ämter konnten ihre Zuständigkeit als untere Organe der Staatsverwaltung nach und nach auch auf die in ihrem Bezirk gelegenen Schriftsassen ausdehnen, so dass das Amt schließlich auch Befehle der Zentralverwaltung an die Schriftsassen weiterleitete. Bei den amtsässigen Grundherrschaften verkehrten die Amtleute nun mit den Einwohnern direkt über die Köpfe der Grundherren hinweg. Wo die Schriftsässigkeit nicht völlig beseitigt werden konnte, wurde sie zumindest abgeschwächt.
Die Bedeutung der Ämter für die Landesverwaltung erhöhte sich aber nicht nur dadurch, dass ihre Kompetenz allmählich auf die Schriftsassen ausgedehnt wurde, sondern vor allem durch die Erweiterung des Staatsgebietes durch die Säkularisation der Kirchengüter im Zuge der Reformation und den Ankauf großer Grundherrschaften. Aus diesen hinzugewonnenen Ländereien wurden neue Ämter eingerichtet, in denen der Landesherr direkt an die Stelle des Grundherrn trat. Damit stieg die Zahl der unmittelbaren Amtsdörfer wieder an, die vor allem in der Mitte des 16. Jahrhunderts gesunken war, nachdem der Landesherr aus Geldmangel viele Dörfer verkauft hatte.
Seit Anfang des 17. Jahrhunderts kann man die sächsische Ämterverfassung im Hinblick auf ihre räumliche Ausdehnung als abgeschlossen betrachten, da das gesamte Staatsgebiet in Ämter eingeteilt war. In sachlicher Hinsicht hingegen bestanden weiter Unterschiede in der Abhängigkeit der Amt- und Schriftsassen. In den unmittelbaren Amtsdörfern standen dem Amt Grundherrschaft, Ober- und Erbgerichte und alle landesherrlichen Befugnisse zu, in den schriftsässigen Orten waren es nur die Rechte des Landesherrn und die Mittlerrolle zur Zentralverwaltung sowie teilweise die Obergerichte. In dieser unterschiedlichen Stellung sind die Ämter grundsätzlich bis ins 19. Jahrhundert geblieben.
Insgesamt war die Ämterverfassung keine rational durchgebildete, durch eine Verordnung geschaffene Verwaltungsorganisation, sondern ein langsam zusammengewachsenes Gemenge von Verwaltungseinheiten sehr unterschiedlicher Größe und Herkunft. Die Territorien der ehemaligen Vogteien, Grafschaften oder Herrschaften blieben auch innerhalb der Ämterverwaltung relativ unverändert. Infolgedessen kam es zu räumlichen Zersplitterungen und Verzahnungen sowie zu verfassungsmäßigen Überschichtungen in der Ämtereinteilung. Für manche Orte lagen die Erbgerichte in der Hand des einen, die Obergerichte in der eines anderen Amtes.
Daran änderte sich bis zum Ende der Ämterverfassung kaum etwas.
Im 16. Jahrhundert wurden durch den Ausbau des Bergbaus zudem noch Bergämter eingerichtet. Diese überlagerten die Organisation der Ämter und traten teilweise auch in Konkurrenz zu ihnen, da sie nicht nur die technische Seite des Bergbaubetriebs lenkten, sondern auch Jurisdiktions- und Administrationsbefugnisse über alle bergbaulichen Produktionsstätten hatten.

## Aufgaben
Die Aufgaben der Ämter bestanden in der Handhabung der Justiz, Ausübung der Polizei und Einnahme von Einkünften. Als Justizbehörde übten sie in erster Instanz die Obergerichtsbarkeit des Landesherrn in ihrem Amtsgebiet aus, soweit diese Funktion nicht an Vasallen oder Stadträte abgetreten war. Über die Amtsdörfer, in denen der Landesherr gleichzeitig Grundherr war, hatten sie auch die Niedergerichtsbarkeit inne. Sie standen somit einmal über, einmal gleichrangig neben den schriftsässigen Patrimonialgerichten.
Die Ausübung der Patrimonialgerichtsbarkeit, das heißt die dem Grundherrn zustehende öffentlich-rechtliche Gerichtsbarkeit über alle Insassen, lag in der Regel bei einem vom Grundherrn mit Zustimmung der Zentralverwaltung bestellten Gerichtsverwalter. Sie erstreckte sich nur auf die Niedergerichtsbarkeit, das ist die Gerichtsbarkeit über bürgerliche Händel und geringe Vergehen, allerdings war die Erlangung der Obergerichtsbarkeit das Ziel eines jeden Grundherrn.
Für Ämter und Patrimonialgerichte bedeutete die Obergerichtsbarkeit, dass sie zwar Strafverfahren formaljuristisch durchführen konnten, sich für die Urteilsfindung aber an die landesherrlichen Spruchbehörden wie den Schöppenstuhl zu Leipzig oder die Juristenfakultät Wittenberg wenden mussten.
Bei der Handhabung der Polizei waren die Ämter Organe für die Aufgaben der öffentlichen Gewalt und inneren Verwaltung wie z. B. Sicherheit der Straßen, Brückenbau, Uferbefestigung, Baukonzessionen und Gesundheitspolizei.
Für das Staatswesen waren die Einkünfte aus den Ämtern von großer Bedeutung. Daher bestand die Hauptaufgabe des Amtes darin, die in Geldzinsen, Naturallieferungen oder Dienstleistungen bestehenden Einkünfte ordnungsgemäß zu erheben. Die Einkünfte eines Amtes setzten sich zusammen aus festen Einnahmen wie Geschoss, Erbzins und Zehnt, aus in der Höhe schwankenden Einnahmen wie Geleit und Zoll, Gerichtseinnahmen und Lehngeld, aus dem Verkauf von Naturalien wie Getreide und Holz und aus der Bewirtschaftung der Vorwerke.
Die Wirtschaftsstrukturen in den Ämtern blieben nicht konstant, z. B. wurden 1558 Geleitstellen und Vorwerke verpachtet. Insgesamt galt jedoch das Justizwesen als die vornehmere Aufgabe. Das zeigt sich darin, dass die Leitung der Amtsgeschäfte immer beim Justizverwalter lag.
Die Ämter unterstanden zuerst dem Kammerkollegium, das seit 1586 selbständige Behörde war, und seit 1782 dessen Nachfolger, dem Geheimen Finanzkollegium. Der Schriftwechsel der Ämter mit einer anderen Zentralbehörde erfolge aber direkt und nicht über das Kammerkollegium bzw. Finanzkollegium. Die Landesregierung als zentrale Justizbehörde hatte nur beratende Funktion bei Personalentscheidungen.
Neben den genannten Aufgaben wurden die Ämter auch noch in Form von Kommissionen tätig. Da die Zentralverwaltung nicht jeden Vorgang im Land selbst untersuchen konnte, wurden häufig die Amtleute eingeschaltet. In ihrer eigentlichen Funktion konnten sie aber nicht tätig werden, denn das hätte die Position der Schriftsassen verletzt. Daher erfolge ihre Kommissionstätigkeit kraft besonderen Auftrags durch die Zentralverwaltung. Kommissionen wurden meist auf Grund von Klagen oder Suppliken, die an den Landesherren gerichtet waren, ins Leben gerufen. Die Untersuchungskommissionen luden die Parteien vor und fertigten schließlich Berichte für die zuständige Zentralbehörde. Bis dann nach deren Resolution, Einsprüchen der Betroffenen, erneuten Verhandlungen und Berichten eine Entscheidung erfolgte, konnten Jahre vergehen. Bei den Ämtern entstand eine Fülle von Kommissionsakten. Oft wurden sie an die Zentralbehörden geschickt und befinden sich heute in deren Beständen, z. B. beim Appellationsgericht. Die Bedeutung der Kommissionen für die Festigung der Ämterverfassung und ihre Ausdehnung auch auf die Schriftsassen ist nicht zu unterschätzen, denn wenn die Beamten als persönlich Beauftragte der Zentralverwaltung, nicht als Sachwalter des Amtes über Schriftsassen zu befinden hatten, musste der Unterschied zwischen der Kommissions- und Amtstätigkeit allmählich verwischen. Dem wirkte entgegen, dass in der Regel für Kommissionen nicht das Personal des Amtes, in dem der Vorgang ablief, sondern das eines Nachbaramtes gewählt wurde. Normalerweise bestanden Kommissionen aus einem adeligen Vasallen und einem bürgerlichen Beamten, meist war es der Amtmann selbst.
Besonders häufig erhielten die Kreisämter Aufträge bezüglich der Schriftsassen. Für den Meißnischen Kreis bestand das Kreisamt Meißen, für den Leipziger Kreis das Kreisamt Leipzig, für den Erzgebirgischen Kreis die beiden Kreisämter Freiberg und Schwarzenberg und für den Vogtländischen Kreis das Kreisamt Plauen.
Das 18. Jahrhundert war eine Periode, in der Ämter verpachtet wurden. Dadurch wollte man die Einkünfte aus den Ämtern steigern, wobei die Pächter ihrerseits versuchten, die Einkünfte und damit ihren Profit auf Kosten der Amtsuntertanen zu erlangen. 1769 waren von den 94 Ämtern in 64 verpachtet. Die Ämter Dresden und Leipzig waren von Verpachtungen immer ausgenommen.
Als Pächter kamen nur qualifizierte Verwaltungsfachleute in Frage. Für die Rentkammer war es einfacher, mit dem Pächter über eine einzige Pachtsumme abzurechnen, als mit dem Amtmann über die komplizierte Summe aus Natural- und Geldleistungen. Die Gerichtsbarkeit behielt sich der Staat meist vor, so dass neben manchem Pächter noch ein beamteter Gerichtsverwalter (Amtsverweser) stand. Gegen Ende des 18. Jahrhunderts wurden die Verpachtungen, die sich insgesamt als nachteilig erwiesen hatten, wieder aufgegeben.
Im Jahr 1764 wurden die Kompetenzen der Kreis- und Amtshauptleute erneuert und erweitert. Als in Folge des Siebenjährigen Krieges eine Reorganisation des Staatswesens mit einer strafferen Aufsicht über die Lokalbehörden für notwendig erachtet wurde, übertrug man den Kreis- und Amtshauptleuten neben der generellen Überwachung des Steuer-, Justiz-, Polizei-, Kommerzial- und Manufakturwesens die Aufsicht über die zu der Zeit häufig verpachteten Ämter, die u. a. die Kontrolle der Pflichterfüllung der Beamten und der ordentlichen Akten- und Rechnungsführung sowie die Aufsicht über das Justiz- und Steuerwesen beinhaltete. Die Schriftsassen unterstanden ihnen nur indirekt. Um hier tätig zu werden, war wieder ein besonderer Auftrag der Zentralbehörden erforderlich.
Die Abgrenzung der Kreise war bleibend, die der amtshauptmannschaftlichen Bezirke wechselte jedoch, um sich der Bequemlichkeit der Amtshauptleute anzupassen, die ihre Aufgaben von ihren Gütern aus wahrnahmen. Der Amtshauptmann war immer dem jeweiligen Kreishauptmann unterstellt. Grundsätzlich kann man sagen, dass die Kreis- und Amtshauptmannschaften Aufsichts-, aber noch keine Anordnungsbehörden waren.
In der Mitte des 18. Jahrhunderts hatten die großen Ämter je einen Amtmann und einen Amtsverwalter, in den kleineren stand noch der Amtschreiber neben dem Amtmann. Mit der stärkeren Differenzierung der Amtsverwaltung in Justiz- und Finanzsachen wurde seit etwa 1780 aus dem Amtmann über den Justizamtmann der Justizbeamte, aus dem Amts(rent)verwalter der Rentbeamte. Diese Bezeichnungen wurden bis zum Ende der Ämterverfassung 1856 beibehalten.
Die Ressorttrennung in Justiz- und Rentamt erfolgte zunächst nur in Form von Sachgebieten. Sie bestanden noch nicht als eigenständige voneinander getrennte Behörden.

## Ämter im Königreich Sachsen
Im Jahr 1815 verlor Sachsen durch den Frieden von Wien über die Hälfte seines Territoriums. Es musste den Neustädter und Thüringischen Kreis, den Kurkreis um Wittenberg, die gesamte Niederlausitz und den nordöstlichen Teil der Oberlausitz sowie Teile des Leipziger und Meißnischen Kreises v. a. an Preußen und in geringem Umfang an Sachsen-Weimar abtreten. Es verblieben die übrigen Landesteile des Leipziger und Meißnischen Kreises und der Oberlausitz, ferner der Vogtländische und Erzgebirgische Kreis. Deren Verwaltung blieb zunächst weiter bestehen.
In Sachsen trat 1831 eine Verfassung in Kraft, mit der die konstitutionelle Monarchie eingeführt wurde. Daraus resultierte auch eine umfassende Verwaltungsreform. Es wurden Fachministerien eingerichtet und gemäß dem Prinzip der Trennung von Verwaltung und Justiz die Landesregierung sowie alle übrigen alten Zentralbehörden aufgelöst.

## Einrichtung von Kreisdirektionen
Ihre Nachfolge trat teils das Landesjustizkollegium unter dem Justizministerium und teils die Landesdirektion unter dem Innenministerium an. Diese Institutionen waren nur als Provisorium bis zur Einrichtung von Regionalbehörden gedacht. Sie wurden aufgelöst, nachdem 1835 die vier Kreisdirektionen und die vier Appellationsgerichte Dresden, Leipzig, Bautzen und Zwickau eingerichtet wurden.
Aus den Kreisdirektionen waren ordentliche Staatsbehörden mit einem Kreisdirektor, einigen Regierungsräten und Kanzleipersonal sowie einem festen, auf die Innenverwaltung beschränkten Aufgabengebiet geworden.
Die Amtshauptleute behielten ihren Aufgabenbereich bei wie bisher.
Auf lokaler Ebene erfolge 1831 die vollständige Trennung der Justizämter von den Rentämtern. Die Justizämter wurden dem Justizministerium unterstellt, während die Rentämter im Ressort des Finanzministeriums verblieben. Ansonsten bestanden die Lokalbehörden zunächst unverändert weiter. Nach Einrichtung der Kreisdirektionen wurden 1836 kleine Korrekturen an der Ämtereinteilung vorgenommen, wobei v. a. einzelne Orte anderen Ämtern zugewiesen wurden.

## Änderung der Patrimonialgerichtsbarkeit
In den folgenden Jahren wurde deutlich, dass die alte Ämterverwaltung dem Aufgabenzuwachs nicht mehr gewachsen war. Dieser resultierte zum einen aus dem generellen Anwachsen der staatlichen Aufgaben durch Bevölkerungswachstum und Industrialisierung. Zum anderen fiel 1855 die Patrimonialgerichtsbarkeit an den Staat, der damit der alleinige Inhaber der Justiz wurde. Sie konnte teilweise schon ab dem 1. August 1833 freiwillig abgetreten werden. Um die neuen Aufgaben auf dem Gebiet der Gerichtsbarkeit bewältigen zu können, richtete der Staat zunächst als neue Gerichtsstellen neben den Justizämtern die sogenannten Königlichen Gerichte ein, die die von Städten und Patrimonialgerichten abgetretene Gerichtsbarkeit und manchmal auch Teiljurisdiktionen der Justizämter übernahmen. Auch die unzweckmäßige, historisch gewachsene Gebietsabgrenzung entsprach nicht den neuen Bedürfnissen der Lokalverwaltung.

## Ende der Ämterverfassung
1856 wurden die Justizämter und Königlichen Gerichte aufgelöst, von nun an bildeten 123 nach rationalen Gesichtspunkten gebildete Gerichtsämter die untere Ebene von Innenverwaltung und Justiz. Das bedeutete das Ende der Ämterverfassung. Siehe hierzu auch Gerichte im Königreich Sachsen#Justizreform 1855. Die Auflösung der Rentämter erfolgte 1865.
Die Trennung von Verwaltung und Justiz auf lokaler Ebene wurde erst 1873 mit Bildung der Amtshauptmannschaften verwirklicht. Die Gerichtsämter blieben weiter als erste Instanz der Justizpflege bestehen und wurden 1879 auf Grund des Gerichtsverfassungsgesetzes für das Deutsche Reich in Amtsgerichte umgewandelt.